# Фестивал хране и пића Укуси југа
Фестивал хране и пића Укуси југа гастрономска и културна манифестација, основана 2018. године са идејом да на једном месту окупи произвођаче домаће хране и пића југа Србије, промовише их и подстакне на даљи развој. Циљ је да се истакне значај гастрономије у креирању туристичке понуде, са самим тим и да се подстакне идеја о брендирању гастрономске понуде југа као препознатљиве туристичке дестинације.
На првом фестивалу учествовало је 54 излагача, и то удружења која се баве очувањем традиције и обичаја, као и пољопривредна газдинства и фирме које се баве производњом зимнице, млечних производа, вина, ракије, занатског пива, домаћих сокова и пецива.
Туристичке организације из региона промовишу своје гастрономске манифестације, промовишу се смерови туризма, угоститељства и гастрономије средњих и високих школа из околине, организују се предавања за угоститеље, предавања на тему развоја малог предузетништва и развоја пољопривредних газдинстава, задруга.. За најмлађе се организују радионице на тему припреме здраве хране.
Фестивал прати и музичко-забавни програм, са наступом фолклора и музичара.